# Jesse Tobias

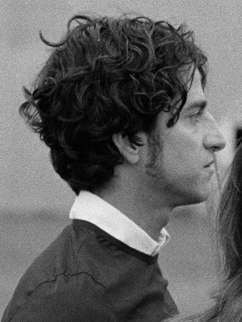
Jesse Tobias (1999)

Jesse Tobias (* 1. April 1972 in Austin, Texas) ist ein US-amerikanischer Rockgitarrist mexikanischen Ursprungs.
Er war Anfang der 1990er Jahre Gitarrist der Band Mother Tongue, wechselte 1993 aber für kurze Zeit zu den Red Hot Chili Peppers, deren Gitarrist John Frusciante die Band verlassen hatte. Tobias wurde unter anderem als Gitarrist von Alanis Morissette bekannt, mit der er 1996 auf Tour ging. 1996 lernte er bei einem Auftritt mit Morissette die Sängerin Angie Hart kennen, die er 1997 heiratete. Die beiden gründeten auch eine Band namens Splendid und erlangten einige Berühmtheit durch einen Auftritt in der Fernsehserie Buffy – Im Bann der Dämonen, bei deren Musical-Episode Noch einmal mit Gefühl er beim Schreiben einiger Lieder half. Anfang 2004 lernte er Morrissey kennen und war seitdem bei diversen Auftritten des Sängers dabei, wo er Morrisseys Gitarristen und Co-Songwriter Alain Whyte bei Liveauftritten ersetzte. 2005 ließ er sich von Hart scheiden, und ab Ende des Jahres wurde er fixes Mitglied von Morrisseys Band. Er schrieb die Hälfte der Songs von Morrisseys Album Ringleader Of The Tormentors – darunter auch die Singleauskopplung You Have Killed Me, die im April 2006 Platz 3 in den Britischen Singlecharts erreichte.